# 東京カリント
東京カリント株式会社（とうきょうカリント）は、東京都板橋区坂下に本社を置く日本の製菓業である。主にかりんとうを中心とした菓子の製造・販売を行っている。

## 事業所
- 本社・営業本部 : 東京都板橋区坂下2-6-15
- 西日本営業部 : 大阪府大阪市浪速区
- 群馬工場 : 群馬県富岡市
- 川越工場・配送センター : 埼玉県川越市
- 北海道出張所 : 北海道岩見沢市
- 東北出張所 : 宮城県仙台市若林区
- 九州出張所 : 福岡県福岡市早良区

## 主な商品
- 蜂蜜かりんとう
  - かりんとうの市場占有率トップを誇る看板商品[1]
- 野菜かりんとう
- ピーナッツかりんとう
- 抹茶かりんとう
- ごぼうかりんとう
- ジャージー牛乳ドーナツ

## その他の活動
- 2021年10月15日、創立70周年を記念して「世界最大のかりんとう」を製作。重さ6.380kg、長さ1052mmの「蜂蜜かりんとう 黒蜂」で、「Largest karinto 」（最大のかりんとう）としてギネス世界記録に認定された。かりんとうの日の同年11月10日に認定式が執り行われた[2][3]。

## 関連会社
- 株式会社宝来屋
- 株式会社蔵屋